# Günter Rohdenburg
Günter Rohdenburg (* 28. Juli 1940 in Stade) ist ein deutscher Anglist, Linguist und Hochschullehrer.

## Leben und Wirken
Nach seiner Reifeprüfung 1960 am Athenaeum Stade studierte Günter Rohdenburg Anglistik, Romanistik, Niederländische Philologie und Allgemeine Sprachwissenschaft, zunächst an der Universität Hamburg. Zum Wintersemester 1964/65 setzte er sein Studium an der Christian-Albrechts-Universität zu Kiel fort und legte dort 1968 das erste Staatsexamen für den höheren Schuldienst ab. Ein Jahr später (1969) folgte seine Magisterprüfung. Während seiner Studienzeit hielt er sich in der französischsprachigen Schweiz, in Frankreich und in England auf und arbeitete während dieser Zeit als Aushilfslehrer. 1970 wurde er wissenschaftlicher Mitarbeiter bzw. Assistent am Institut für Linguistik der Universität Stuttgart, wo er 1973 bei Gerhard Nickel promovierte. Im Jahre 1976 wurde er Akademischer Rat an der Universität Münster. Dort habilitierte er sich 1992 kumulativ für Englische Sprachwissenschaft. 1995 übernahm er eine Professur an der Universität Paderborn.

## Veröffentlichungen (Auswahl)
- Sekundäre Subjektivierungen im Englischen und Deutschen. Vergleichende Untersuchungen zur Verb- und Adjektivsyntax (= PAKS-Arbeitsbericht, Bd. 8). Cornelsen-Velhagen und Klasing, Bielefeld 1974, ISBN 3-464-00188-1 (= Dissertation Universität Stuttgart).
- (Hrsg.): Determinants of grammatical variation in English (= Topics in English linguistics, Bd. 43). Mouton de Gruyter, Berlin 2002, ISBN 3-923373-54-6.
- (Hrsg., mit Julia Schlüter): One language, two grammars? Differences between British and American English. Cambridge University Press, Cambridge 2009, ISBN 978-0-521-18396-3.

Außerdem zahlreiche Aufsätze in Fachzeitschriften und Sammelbänden.